# Mikulášová
Mikulášová é um município da Eslováquia, situado no distrito de Bardejov, na região de Prešov. Tem 8 km² de área e sua população em 2018 foi estimada em 126 habitantes.

## Demografia
| Ano:        | 1994 | 2004    | 2014    | 2024   |
| ----------- | ---- | ------- | ------- | ------ |
| Broj ljudi: | 170  | 146     | 130     | 124    |
| Razlika:    |      | -14,11% | -10,95% | -4,61% |

| Ano:               | 2023 | 2024  |
| ------------------ | ---- | ----- |
| Número de pessoas: | 125  | 124   |
| Diferença:         |      | -0,8% |